# Deroxena venosulella
Deroxena venosulella is een vlinder uit de familie dominomotten (Autostichidae). De wetenschappelijke naam is voor het eerst geldig gepubliceerd in 1862 door Moschler.
Deze vlinder komt voor in Europa.